# وحشت کلکتوی
وحشت کلکتوی ـ رضا علی وحشت کلکتوی (زادهٔ ۱۸ نوامبر ۱۸۸۱ - درگذشتهٔ ۲۰ ژوئیه۱۹۵۶) شاعر مشهور پارسی شبه قاره بود.

## زندگی‌نامه
رضا علی متخلص به وحشت پسر مولوی شمشاد علی، در تاریخ ۱۸ نوامبر سال ۱۸۸۱ میلادی در کلکته متولد شد. پدر بزرگش حکیم غالب علی در زمان جنگ آزادی ۱۸۵۷ میلادی از دلهی به هگلی مهاجرت کرد. وحشت تحصیلات ابتدایی را در مدرسهٔ عالیهٔ کلکته به پایان رسانیده دبیرکل قسمت فارسی ادارۂ سلطنتی شد و چون به سال ۱۹۲۶ میلادی ’’دانشکدۂ اسلامیه‘‘ در کلکته تأسیس شد، وحشت به سمت استادی منصوب گردید و در سال ۱۹۳۶ میلادی باز نشسته شد و هنگامی که در سال ۱۹۴۷ میلادی تقسیم شبه قاره به عمل آمد، رضا علی وحشت به پاکستان خاوری مهاجرت کرده در شهر داکا. طبع رخا علی وحشت از ایام صباوت تمایلی فوق‌العاده یی به شعر و ادب داشت و از همان ایام شعر سرودن را آغاز نمود. به سال ۱۸۹۷ میلادی در زمرۂ شاگردان مولوی ابوالقاسم محمد شمس شاگرد داغ دهلوی درآمد و پس ازآن در مجمع تلامیذ مولوی عبدالغفور خان نساخ پیوست. وحشت غیر از زبان اردو و فارسی در زبان انگلیسی و هندی و بنگالی هم تبحر داشت و با این همه علم و دانش و فضیلت از کبر و نخوت نیز عاری بود. وی در مهمان نوازی و تواضع و سادگی شهرت به سزایی داشت و شخصیت برجستهٔ وی مورد احترام خاص و عام بود. اواخر عمرش در عسرت و تنگدستی گذشت ولی هیچ وقت شکایتی بر زبان نیاورد. شاگردانش بیشمار و دوستانش در هر شهر و دیار مشهور روزگارند.

## سبک و آثار
بین غزل سرایان زبان اردو رضا علی وحشت مقام شامخی دارد و میان فارسی گویان معاصر پاکستان نیز وحشت از شاعران طراز اول به‌شمار می‌آید. پس از چاپ شدن اولین دیوان اوصیت شاعریش تمام شبه قاره را فرا گرفت و شاعران بزرگ و دانشمندان معروف مانند الطاف حسین حالی، اکبر اله آبادی، حسرت موهانی، شاد عظیم آبادی، شبلی نعمانی، محشر لکهنوی و اقبال لاهوری از شعرهای وی تحسین و تجلیل کردند و به صلاحیت و قریحهٔ سرشار وی اعتراف کردند.
رضا علی وحشت در هر دو زبان فارسی و اردو شعر می‌گفت و نخستین دیوان وی که به سال ۱۹۱۰ چاپ شده، دارای اشعار فارسی هم می‌باشد. مجموعهٔ دیگر از اشعار وحشت به سال ۱۹۵۰ از مکتبهٔ جدید لاهور تحت عنوان ’’ترانهٔ وحشت‘‘ انتشار یافته و اولین دیوان او ضمیمهٔ این مجموعه می‌باشد و کم و بیش چهار هزار بیت دارد. در بخش فارسی این کتاب حمد خدا، نعت رسول، غزل، قطعه، قصیده، رباعی، مخمس، مسدس و نیز دیگر اصناف سخن دیده می‌شود و از مطالعهٔ اشعار فارسی وی معلوم می‌شود که شعر فارسی وی تحت نفوذ کلام حافظ، قاآنی شیرازی، غالب دهلوی و شبلی نعمانی می‌باشد. وی غزلهای آنها را استقبال یا تضمین کرده است.
وحشت بیشتر غزل می‌سراید و اساس شعر او بر صداقت و حقیقت است و از مبالغه اجتناب می‌کند. قصایدی که او در وصف پیغمبر سروده است رنگ تغزل دارد و از ارادت و عقیدت بی‌نهایت شاعر حکایت می‌کند. علاوه بر آثار منظوم وحشت آثار منثور هم به صورت مقاله‌های انتقادی ازوی به جا مانده است. وی به سبک اقبال هم اشعاری سروده است ولی پس از مطالعهٔ اشعارش معلوم می‌شود که اگر بعد از حافظ وی کسی را اتباع می‌کند، آن شبلی نعمانی است. اشعارش مثل اشعار شبلی نعمانی صاف، شسته، برجسته و روان است و در غزل هم همان آمیزش متانت و مزاح است که خاصهٔ کلام شبلی نعمانی می‌باشد.

## درگذشت
رحل اقامت در داکا و در روز ۲۰ ژوئیه سال ۱۹۵۶ میلادی، از دارفانی به عالم باقت شتافت.